# فرانشيسكو ألدي
فرانشيسكو ألدي (بالإيطالية: Francesco Aldi)‏ مواليد 17 سبتمبر 1981 في باليرمو، هو لاعب كرة مضرب إيطالي سابق بدأ مسيرته كمحترف سنة 1999 وكان يلعب باليد اليمنى، اعتزل اللعب في 2012. أعلى تصنيف له في الفردي كان المركز الـ 111 في سنة 2005. أعلى تصنيف له في الزوجي كان المركز الـ 175 في سنة 2005.

## روابط خارجية
- فرانشيسكو ألدي على موقع رابطة محترفي التنس (الإنجليزية)
- فرانشيسكو ألدي على موقع الاتحاد الدولي لكرة المضرب (الإنجليزية)
- فرانشيسكو ألدي على موقع خلاصة التنس.كوم (الإنجليزية)
- فرانشيسكو ألدي على موقع إي إس بي إن.كوم (الإنجليزية)